# Lilian Sarah Fischerová
Lilian Sarah Fischerová (* 9. června 1984 Plzeň) je česká herečka, tanečnice, modelka a II. Česká vicemiss 2007.

## Život

### Osobní život
Lilian Sarah Fischerová pochází z Plzně. Její matka je psycholožka.
V roce 2004 založila společně s Petrem Čejkou občanské sdružení Slunce dětem.
V roce 2011 se provdala za spolužáka z Vyšší odborné školy herectví, Adama. Svatba byla tajná a netradiční, konala se v lese a zúčastnila se jí jen její rodina a blízcí přátelé. V roce 2015 se rozvedla.

### Studium
Studovala na Taneční konzervatoři v Praze, ale přestoupila ze zdravotních důvodů (po zranění holeně nemohla tančit profesionálně) na víceleté gymnázium v Plzni. Poté studovala na Západočeské univerzitě v Plzni na Filozofické fakultě obor Sociální a kulturní antropologie a na Pedagogické fakultě obor Psychologie a Český jazyk. V současnosti studuje na soukromé Vyšší odborné škole herecké v Praze obor Herectví. V budoucnu by se chtěla věnovat pouze herectví.

### Modeling a soutěže Miss
V roce 2007 se zúčastnila české soutěže krásy Česká Miss a stala se II. Českou vicemiss. Poté Českou republiku reprezentovala na mezinárodní soutěži krásy Miss Intercontinental 2007, jejíž finále se konalo 13. října 2007 na ostrově Mahé na Seychelách a kde se probojovala do TOP 15 z 60 dívek z celého světa.

### Herectví
Televizní seriály
- Ulice (2005) – Vendula, kamarádka Pavly Rambouskové
- První krok (2009) – Lilian Šimečková